# Giải Oscar lần thứ 69
Lễ trao giải Oscar lần thứ 69 là buổi lễ trao giải của Viện Hàn lâm Khoa học và Nghệ thuật Điện ảnh Hoa Kỳ tổ chức, vinh danh những thành tựu xuất sắc trong lĩnh vực điện ảnh được ra mắt trong khoảng thời gian năm 1996. Lễ trao giải được tổ chức tại Shrine Auditorium, thành phố Los Angeles vào ngày 24 tháng 3, 1997. Trong suốt hơn 3 giờ đồng hồ diễn ra buổi lễ, các giải thưởng đã được trao ở 24 hạng mục. Như thường lệ, đài ABC tường thuật trực tiếp lễ trao giải qua vô tuyến; Gilbert Cates và Louis J. Horvitz vẫn giữ vai trò nhà sản xuất và đạo diễn. Nam diễn viên Billy Crytal trở lại dẫn dắt chương trình lần đầu tiên kể từ Oscar 62. Vào 1 tháng 3, buổi lễ trao giải Oscar cho thành tựu kỹ thuật được diễn ra tại Beverly Hills, California.
Bệnh nhân người Anh là phim giành được nhiều giải thưởng nhất, bao gồm Phim hay nhất. Những phim khác cũng giành giải thưởng gồm có Fargo với hai giải, các phim còn lại: Breathing Lessons: The Life and Work of Mark O'Brien, Dear Diary, Emma, Evita, The Ghost and the Darkness, Independence Day, Jerry Maguire, Quest, The Nutty Professor, Kolja, Sling Blade, Shine, When We Were Kings mỗi phim giành một giải.

## Giải thưởng và Đề cử
Các đề cử của giải được công bố vào 11 tháng 2 năm 1997 tại nhà hát Samuel Goldwyn, Beverly Hills, California bởi Robert Rehme - giám đốc viện hàn lâm và nữ diễn viên Mira Sovino. Bệnh nhân người Anh nhận được 12 đề cử, qua đó trở thành phim giành nhiều đề cử nhất; Fargo và Shine giành 7 đề cử mỗi phim.
Tại lễ trao giải, với chiến thắng của Bệnh nhân người Anh, Saul Zaentz là nhà sản xuất đầu tiên có 3 phim giành giải phim hay nhất, hai phim trước gồm có Bay trên tổ chim cúc cu và Amadeus.

### Giải thưởng

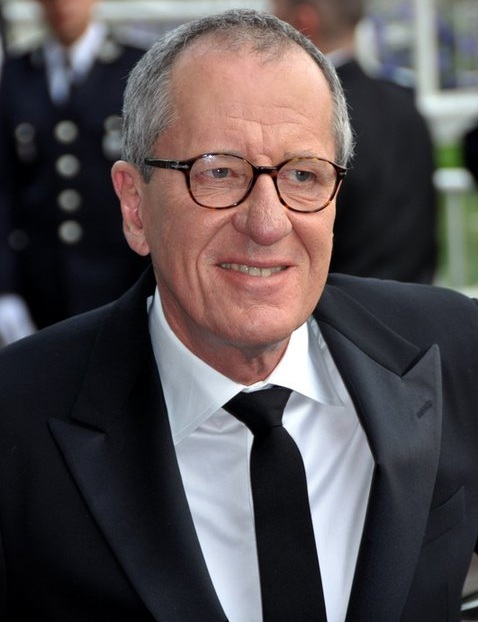
Geoffrey Rush, Nam diễn viên chính xuất sắc nhất

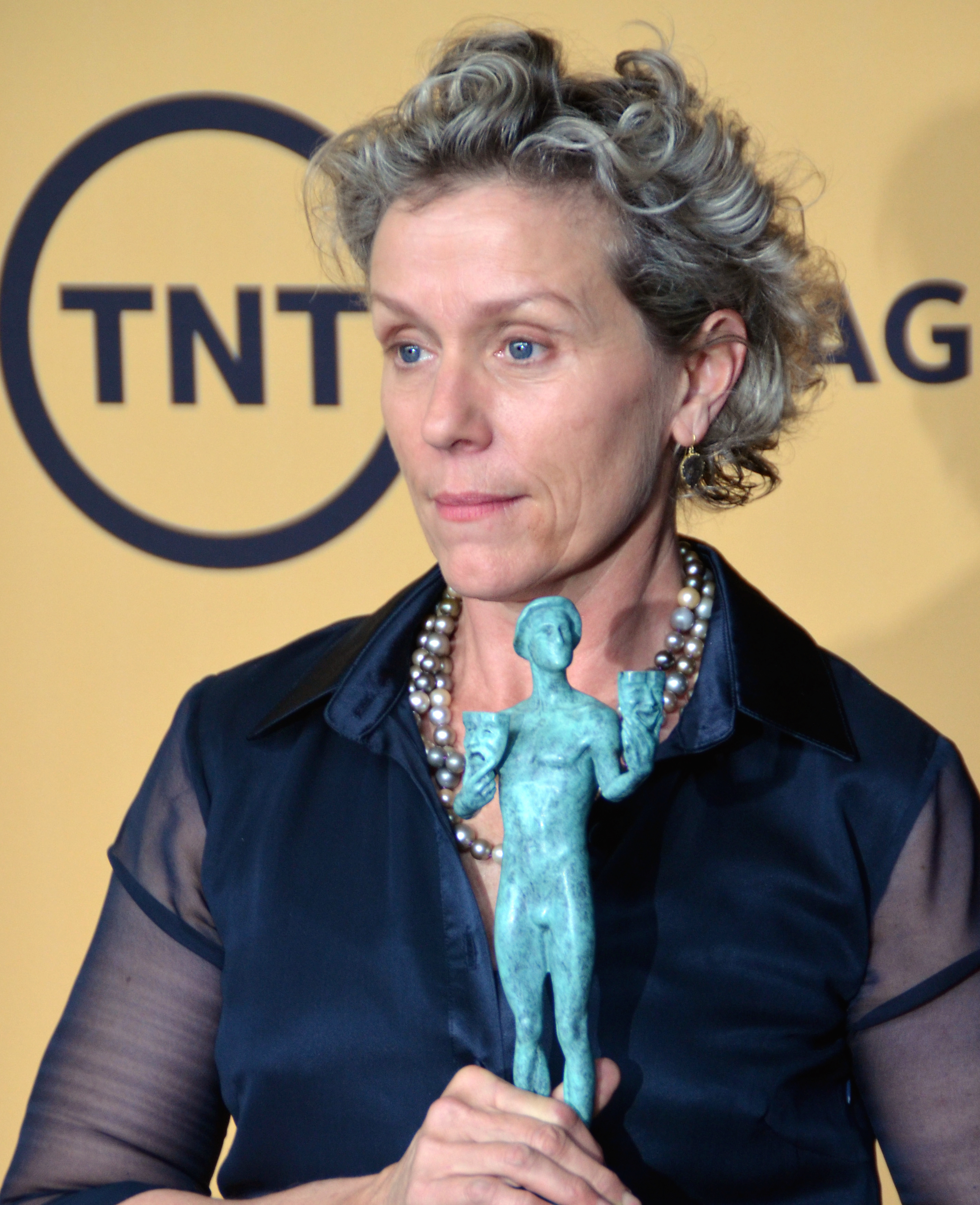
Frances McDormand, Nữ diễn viên chính xuất sắc nhất

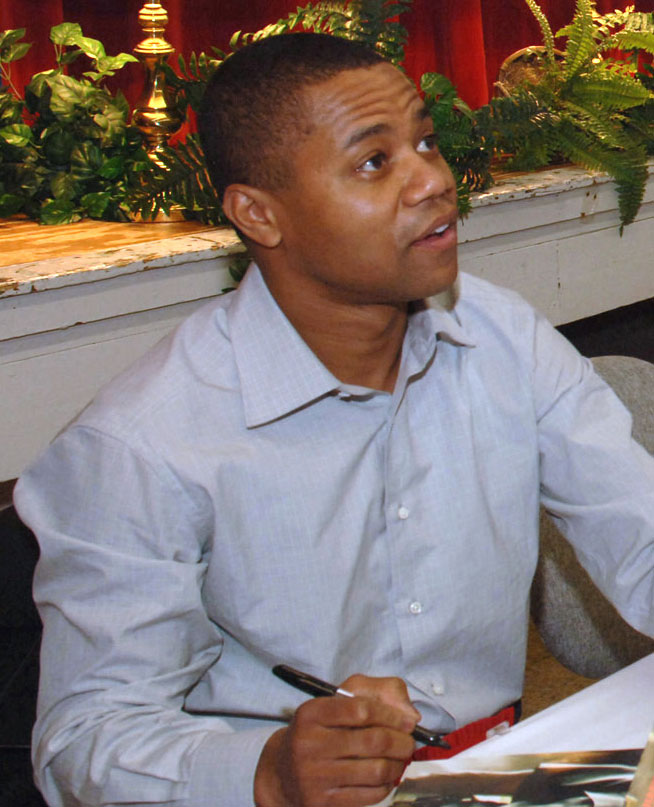
Cuba Gooding Jr., Nam diễn viên phụ xuất sắc nhất

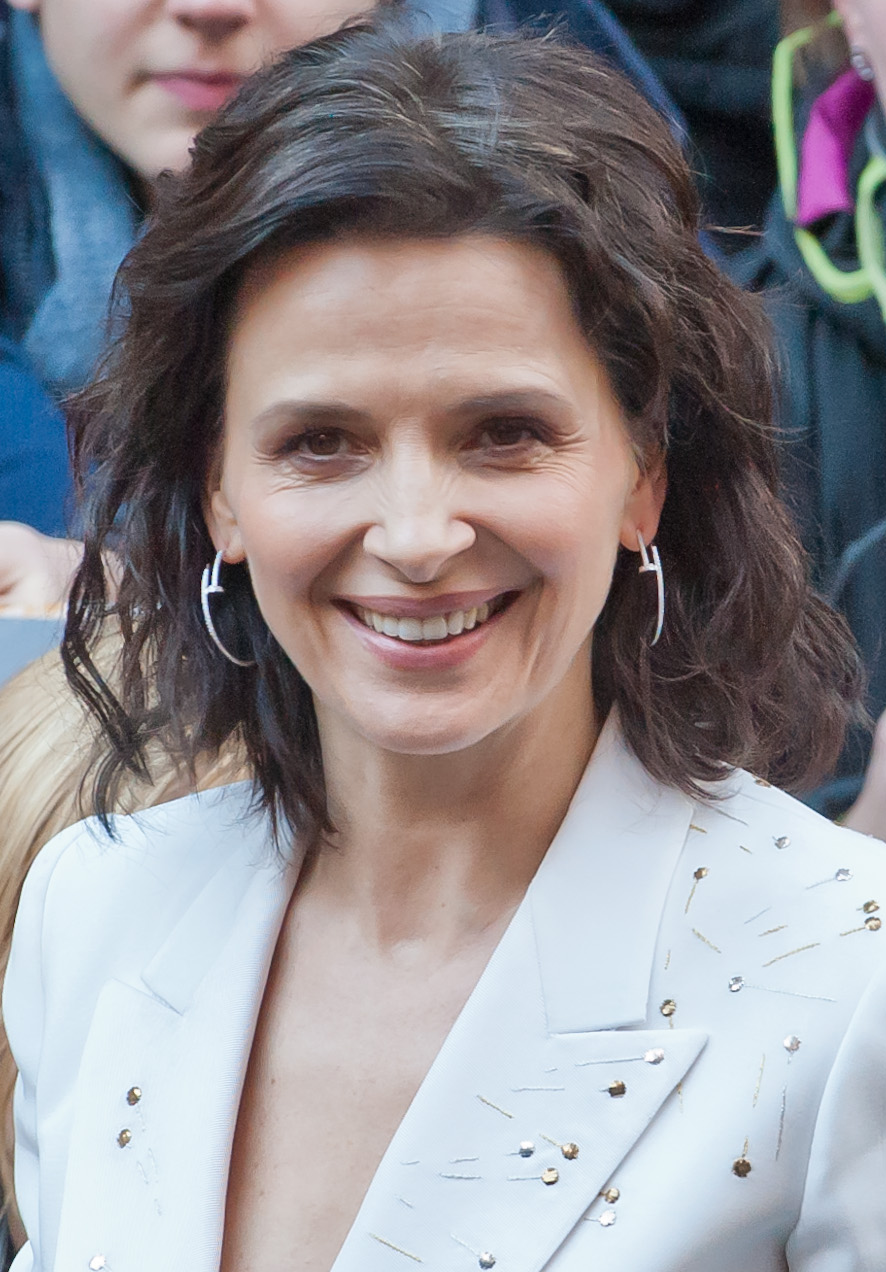
Juliette Binoche, Nữ diễn viên phụ xuất sắc nhất

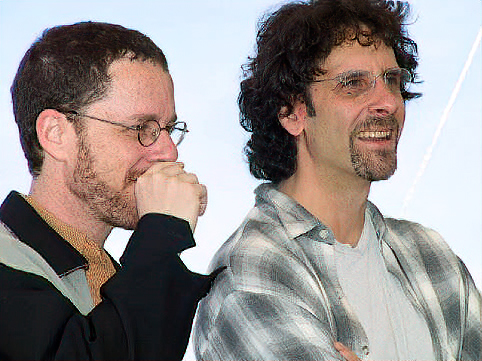
Coen Brothers, Kịch bản gốc xuất sắc nhất

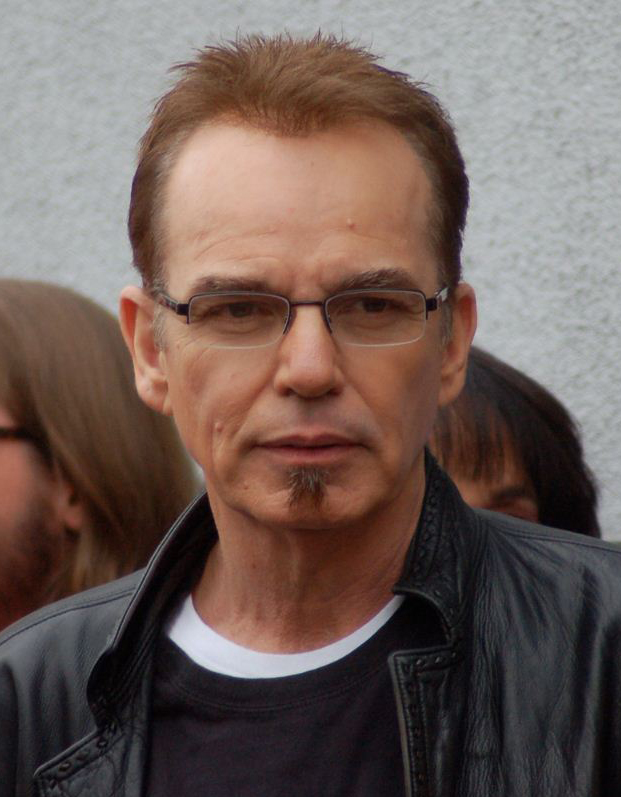
Billy Bob Thornton, Kịch bản chuyển thể xuất sắc nhất

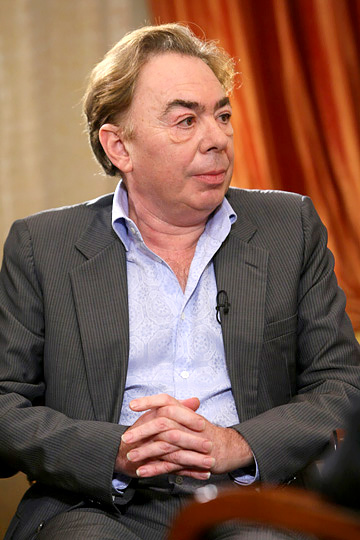
Andrew Lloyd Webber, Bài hát trong phim hay nhất

Tên người và phim nhận giải được in đậm
| Phim hay nhất | Đạo diễn xuất sắc nhất |
| --- | --- |
| - Bệnh nhân người Anh – Saul Zaentz - Fargo – Ethan Coen - Jerry Maguire – James L. Brooks, Cameron Crowe, Laurence Mark và Richard Sakai - Secrets & Lies – Simon Channing-Williams - Shine – Jane Scott                                                                                               | - Anthony Minghella – Bệnh nhân người Anh - Coen brothers – Fargo - Miloš Forman – The People vs. Larry Flynt - Mike Leigh – Secrets & Lies - Scott Hicks – Shine |
| Nam diễn viên chính xuất sắc nhất | Nữ diễn viên chính xuất sắc nhất |
| - Geoffrey Rush – Shine trong vai David Helfgott - Tom Cruise – Jerry Maguire trong vai Jerry Maguire - Ralph Fiennes – Bệnh nhân người Anh trong vai László Almásy - Woody Harrelson – The People vs. Larry Flynt trong vai Larry Flynt - Billy Bob Thornton – Sling Blade trong vai Karl Childers     | - Frances McDormand – Fargo trong vai Marge Gunderson - Brenda Blethyn – Secrets & Lies trong vai Cynthia Rose Purley - Diane Keaton – Marvin's Room trong vai Bessie - Kristin Scott Thomas – Bệnh nhân người Anh trong vai Katharine Clifton - Emily Watson – Breaking the Waves trong vai Bess McNeill |
| Nam diễn viên phụ xuất sắc nhất | Nữ diễn viên phụ xuất sắc nhất |
| - Cuba Gooding Jr. – Jerry Maguire trong vai Rod Tidwell - William H. Macy – Fargo trong vai Jerry Lundegaard - Armin Mueller-Stahl – Shine trong vai Peter Helfgott - Edward Norton – Primal Fear trong vai Aaron Stampler - James Woods – Ghosts of Mississippi trong vai Byron De La Beckwith        | - Juliette Binoche – Bệnh nhân người Anh trong vai Hana - Joan Allen – The Crucible trong vai Elizabeth Proctor - Lauren Bacall – The Mirror Has Two Faces trong vai Hannah Morgan - Barbara Hershey – The Portrait of a Lady trong vai Madame Serena Merle - Marianne Jean-Baptiste – Secrets & Lies trong vai Hortense Cumberbatch |
| Kịch bản gốc xuất sắc nhất | Kịch bản chuyển thể xuất sắc nhất |
| - Fargo – Anh em nhà Coen - Jerry Maguire – Cameron Crowe - Lone Star – John Sayles - Secrets & Lies – Mike Leigh - Shine – Jan Sardi Scott Hicks | - Sling Blade – Billy Bob Thornton từ phim ngắn Some Folks Call It a Sling Blade của Billy Bob Thornton - The Crucible – Arthur Miller từ vở kịch The Crucible của Arthur Miller - Bệnh nhân người Anh – Anthony Minghella từ tiểu thuyết The English Patient của Michael Ondaatje - Hamlet – Kenneth Branagh từ vở kịch Hamlet của William Shakespeare - Trainspotting – John Hodge từ tiểu thuyết Trainspotting của Irvine Welsh                                                                                                  |
| Phim nói tiếng nước ngoài hay nhất | Ca khúc trong phim hay nhất |
| - Kolja bằng tiếng Séc – Jan Svěrák - Prisoner of the Mountains bằng tiếng Nga - Sergei Bodrov - A Chef in Love bằng tiếng Pháp, tiếng Gruzia, tiếng Nga – Nana Djordjadze - Ridicule bằng tiếng Pháp – Patrice Leconte - The Other Side of Sunday bằng tiếng Na Uy – Berit Nesheim                     | - "You Must Love Me" từ phim Evita – nhạc bởi Andrew Lloyd Webber; Lời bởi Tim Rice - "I Finally Found Someone" từ phim The Mirror Has Two Faces – Nhạc và lời bởi Barbra Streisand, Marvin Hamlisch, Bryan Adams và Robert Lange - "For the First Time" từ phim One Fine Day – Nhạc và lời bởi James Newton Howard, Jud J. Friedman và Allan Dennis Rich - "That Thing You Do!" từ phim That Thing You Do! – Nhạc và lởi bởi Adam Schlesinger - "Because You Loved Me" từ phim [Up Close & Personal – Nhạc và lời bởi Diane Warren |
| Phim tài liệu hay nhất | Phim tài liệu ngắn hay nhất |
| - When We Were Kings – Leon Gast và David Sonenberg - The Line King: The Al Hirschfeld Story – Susan W. Dryfoos - Mandela – Jo Menell and Angus Gibson - Suzanne Farrell: Elusive Muse – Anne Belle and Deborah Dickson - Tell the Truth and Run: George Seldes and the American Press – Rick Goldsmith | - Breathing Lessons: The Life and Work of Mark O'Brien – Jessica Yu - Cosmic Voyage – Jeffrey Marvin và Bayley Silleck - An Essay on Matisse – Perry Wolff - Special Effects: Anything Can Happen – Susanne Simpson và Ben Burtt - The Wild Bunch: An Album in Montage – Paul Seydor và Nick Redman |
| Phim ngắn hay nhất | Phim hoạt hình ngắn hay nhất |
| - Dear Diary – David Frankel và Barry Jossen - De tripas, corazón – Antonio Urrutia - Ernst & lyset – Kim Magnusson và Anders Thomas Jensen - Esposados – Juan Carlos Fresnadillo - Senza parole – Bernadette Carranza và Antonello De Leo                                                              | - Quest – Tyron Montgomery và Thomas Stellmach - Canhead – Timothy Hittle - La Salla – Ban phim quốc gia Canada - Richard Condie - Wat's Pig – Peter Lord |
| Nhạc phim chính kịch hay nhất | Nhạc phim hài hoặc phim ca nhạc hay nhất |
| - Bệnh nhân người Anh – Gabriel Yared - Hamlet – Patrick Doyle - Michael Collins – Elliot Goldenthal - Shine – David Hirschfelder - Sleepers – John Williams | - Emma – Rachel Portman - The First Wives Club – Marc Shaiman - Thằng gù nhà thờ Đức Bà – Alan Menken và Stephen Schwartz - James and the Giant Peach – Randy Newman - The Preacher's Wife – Hans Zimmer |
| Biên tập âm thanh xuất sắc nhất | Hòa âm xuất sắc nhất |
| - The Ghost and the Darkness – Bruce Stambler - Daylight – Richard L. Anderson và David A. Whittaker - Eraser – Alan Robert Murray và Bub Asman | - Bệnh nhân người Anh – Walter Murch, Mark Berger, David Parker và Chris Newma - Evita – Andy Nelson, Anna Behlmer và Ken Weston - Independence Day (phim 1996)\|Independence Day]] – Chris Carpenter, Bill W. Benton, Bob Beemer và Jeff Wexler - The Rock – Kevin O'Connell, Greg P. Russell và Keith A. Wester - Twister – Steve Maslow, Gregg Landaker, Kevin O'Connell và Geoffrey Patterson |
| Thiết kế sản xuất xuất sắc nhất | Quay phim xuất sắc nhất |
| - Bệnh nhân người Anh – Stuart Craig và Stephenie McMillan - The Birdcage – Bo Welch và Cheryl Carasik - Evita – Brian Morris và Philippe Turlure - Hamlet – Tim Harvey - William Shakespeare's Romeo & Juliet – Catherine Martin và Brigitte Broch                                                     | - Bệnh nhân người Anh – John Seale - Evita – Darius Khondji - Fargo – Roger Deakins - Fly Away Home – Caleb Deschanel - Michael Collins – Chris Menges |
| Hóa trang xuất sắc nhất | Thiết kế trang phục xuất sắc nhất |
| - The Nutty Professor – Rick Baker và David LeRoy Anderson - Ghosts of Mississippi – Matthew W. Mungle và Deborah La Mia Denaver - Star Trek: First Contact – Michael Westmore, Scott Wheeler và Jake Garber                                                                                            | - Bệnh nhân người Anh – Ann Roth - Angels and Insects – Paul Brown - Hamlet – Alexandra Byrne - Emma – Ruth Myers - The Portrait of a Lady – Janet Patterson |
| Biên tập phim xuất sắc nhất | Hiệu ứng hình ảnh đẹp nhất |
| - Bệnh nhân người Anh – Walter Murch - Evita – Gerry Hambling - Fargo – Roderick Jaynes - Jerry Maguire – Joe Hutshing - Shine – Pip Karmel | - Independence Day – Volker Engel, Douglas Smith, Clay Pinney và Joe Viskocil - Dragonheart – Scott Squires, Phil Tippett, James Straus và Kit West - Twister – Stefen Fangmeier, John Frazier, Habib Zargarpour và Henry La Bounta |

### Giải Oscar danh dự
- Michael Kidd[10]

### Giải thưởng Irving G. Thalberg
- Saul Zaentz[11]

### Phim có nhiều để cử và giải thưởng
| Số đề cử | phim                       |
| -------- | -------------------------- |
| 12       | Bệnh nhân người Anh        |
| 7        | Fargo                      |
| 7        | Shine                      |
| 5        | Evita                      |
| 5        | Jerry Maguire              |
| 5        | Secrets & Lies             |
| 4        | Hamlet                     |
| 2        | The Crucible               |
| 2        | Emma                       |
| 2        | Ghosts of Mississippi      |
| 2        | Independence Day           |
| 2        | Michael Collins            |
| 2        | The Mirror Has Two Faces   |
| 2        | The People vs. Larry Flynt |
| 2        | The Portrait of a Lady     |
| 2        | Sling Blade                |
| 2        | Twister                    |

| Số giải | Phim                |
| ------- | ------------------- |
| 9       | Bệnh nhân người Anh |
| 2       | Fargo               |